# Rosa Mota
Rosa Maria Correia dos Santos Mota, coneguda com a Rosa Mota, (Porto, Portugal 29 de juny de 1958) és una atleta portuguesa especialista en marató i en curses de mitja o llarga distància, guanyadora de dues medalles olímpiques i sovint considerada la millor maratoniana de tots els temps.

## Carrera esportiva
Va començar a practicar l'atletisme per consell mèdic per combatre l'asma, i va córrer la primera marató el 1982, el primer cop que es corria una marató femenina, dins dels Campionats d'Europa d'Atletisme. També va participar en la primera marató olímpica femenina d'uns Jocs Olímpics, a Los Angeles 1984, on va guanyar la medalla de bronze. En aquests Jocs va córrer la prova femenina dels 3.000 metres, que no finalitzà.
En els Jocs Olímpics d'Estiu de 1988 celebrats a Seül (Corea del Sud) va guanyar la medalla d'or en aquesta mateixa última prova olímpica, convertint-se en la primera campiona olímpica femenina de Portugal i en l'única dona que ha liderat alhora el campionat europeu, el mundial i l'olímpic de marató.
Al llarg de la seva carrera ha guanyat una medalla en el Campionat del Món d'atletisme i tres medalles d'or en els Campionats d'Europa d'atletisme: Atenes (1982), Stuttgart (1986) i Split (1990).
Ha guanyat el Mundial de marató de Roma (1987), tres vegades la Marató de Boston (1987, 1988 i 1990), dues vegades la Marató de Chicago (1983 i 1984) i una vegada les de Rotterdam (1983), Tòquio (1986),Osaka (1990) i Londres (1991). Entre 1981 i 1986 guanyà de forma consecutiva la cursa Sant Silvestre de São Paulo.
Retirada el 1992, aquesta llegenda viva de l'atletisme portuguès, tornà a la competició.

## Reconeixements
El 1998 va rebre el premi Abebe Bikila per la seva contribució al desenvolupament de l'entrenament de llarga distància.
L'any 2000 va rebre l'Orde Olímpic de Plata.

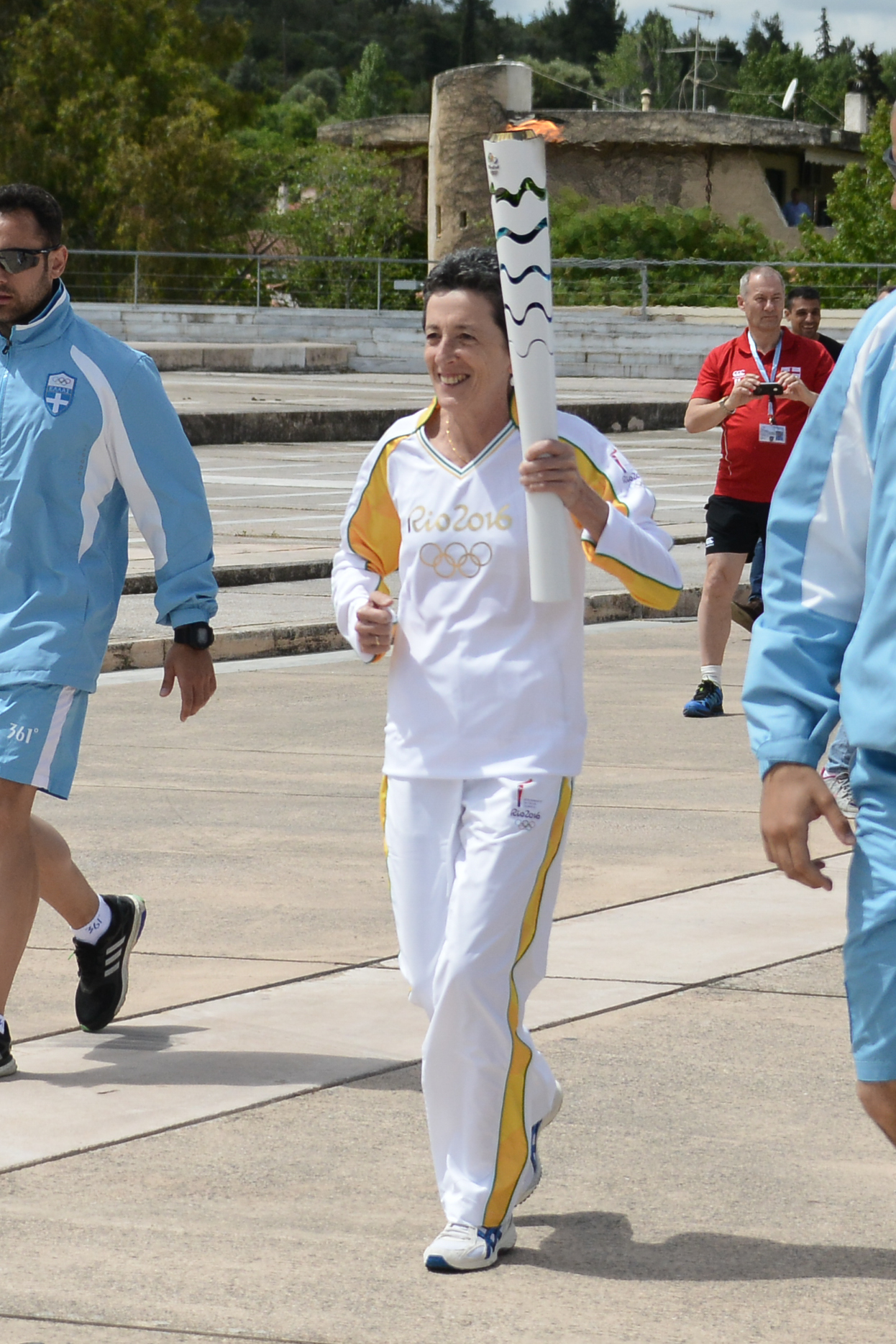
Rosa Mota a Atenes portant la flama olímpíca per als Jocs de Rio 2016

Porta el seu nom el Pavilhão Rosa Mota, un espai polivalent preparat per acollir tot tipus d'espectacles, esdeveniments culturals i esportius al centre de Porto.
Fou finalista al premi Principe de Asturias el 2014.